# Templecombe
Templecombe è una località di 1.560 abitanti della contea del Somerset, in Inghilterra. Forma insieme al villaggio di Combe Throop la parrocchia civile di Abbas and Templecombe.